# معهد السينما والتلفزيون الهندي
معهد السينما والتلفزيون الهندي (FTII) هو معهد مستقل يقع في المقر السابق لشركة برابهات فيلم في بوني تحت إشراف وزارة الإعلام والإذاعة التابع للحكومة الهندية وبمساندة الحكومة المركزية في الهند أيضا. أصبح المعهد منذ تأسيسه عام 1960 مؤسسة رائدة في مجالي السينما والتلفزيون بالهند، بعد أن أصبح أغلب خريجيه فنانيين وممثلين ومخرجين أوائل في صناعة السينما والتلفزيون بالبلاد. ويعد الممثل الكوميدي الهندي أنوبام خير الرئيس الحالي للمعهد.

## وصلات خارجية
- الموقع الرسمي